# マクシム・フェドートフ
マクシム・ヴィクトロヴィチ・フェドートフ（ロシア語: Максим Викторович Федотов；ラテン文字転写例:Maxim Viktorovich Fedotov、1961年7月24日 - ）は、ロシア出身のヴァイオリニスト、指揮者。

## 経歴
1961年、レニングラードでヴィクトル・フェドートフの息子として生まれた。レニングラードの音楽院で、ボリス・セルゲーエフ、ドミトリー・ツィガーノフとイーゴリ・ベズロドニーにヴァイオリンを師事し、ヴラディスラフ・チェルヌシェンコから指揮法を学んだ。
1981年に全ソ連音楽コンクールのヴァイオリン部門で優勝し、1982年のパガニーニ国際コンクールで4位入賞を果たした。1986年にはチャイコフスキー国際コンクールで2位入賞、東京国際コンクールで優勝を飾った。2003年から2005年までロシア交響楽団の首席指揮者、2006年から2010年までモスクワ市交響楽団の音楽監督を務め、2011年1月よりプロコフィエフ記念ロシア交響楽団の首席指揮者を務めている。
教育者としては、1987年からモスクワ音楽院で教鞭をとり、2003年から2005年まではグネーシン音楽学校でもヴァイオリンとヴィオラを教えた。

## 受賞
- 2002年：ロシア政府から人民芸術家の称号を贈られている。

## 家族・親族
- 父：ヴィクトル・フェドートフは指揮者。
- 妻：ピアニストのガリーナ・ペトロヴァ[3]。